# Лозівка (Бориспіль)
Лозівка  — колишнє село, на теперішній час мікрорайон міста Борисполя. До 2002 року село входило до складу Бориспільського району Київської області.

## Історія
До 1960 року Лозівка входила до Несторівської сільради Бориспільського району, а після її ліквідації Несторівка і Лозівка підпорядковувались Бориспільській міськраді.
7 березня 2002 р. вийшла постанова Верховної Ради України «Про зміну меж міста Бориспіль Київської області» відповідно до якої у межі міста Бориспіль включені села Лозівка, Несторівка Бориспільської міськради з прилеглими землями загальною площею 619,1 гектара.

## Населення

### Мова
Розподіл населення за рідною мовою за даними перепису 2001 року:
| Мова       | Кількість | Відсоток |
| ---------- | --------- | -------- |
| українська | 69        | 100%     |